# Fraccionamiento Metrópolis II
Fraccionamiento Metrópolis II är en ort i Mexiko.   Den ligger i kommunen Tarímbaro och delstaten Michoacán de Ocampo, i den södra delen av landet, 220 km väster om huvudstaden Mexico City. Fraccionamiento Metrópolis II ligger 1 908 meter över havet och antalet invånare är 5 973.
Terrängen runt Fraccionamiento Metrópolis II är kuperad västerut, men österut är den platt. Runt Fraccionamiento Metrópolis II är det tätbefolkat, med 411 invånare per kvadratkilometer. Närmaste större samhälle är Morelia, 6,5 km söder om Fraccionamiento Metrópolis II. I omgivningarna runt Fraccionamiento Metrópolis II växer huvudsakligen savannskog.